# Arcidiecéze limská
Arcidiecéze limská (latinsky Archidioecesis Limana) je římskokatolická metropolitní arcidiecéze na území peruánského regionu Lima se sídlem v hlavním městě Lima, kde se nachází katedrální bazilika sv. Jana Evangelisty. Limští arcibiskupové jsou zároveň peruánskými primasy. Současným arcibiskupem je od roku 2019 Mons. Carlos Castillo Mattasoglio.

## Církevní provincie
Jde o metropolitní arcidiecézi, jíž jsou podřízena tato sufragánní biskupství:
- Diecéze Callao
- Diecéze Carabayllo
- Diecéze Chosica
- Diecéze Huacho
- Diecéze Ica
- Diecéze Lurín
- Územní prelatura Yauyos.

## Stručná historie
Diecéze byla v Limě (Ciudad de los Reyes) zřízena v roce 1541, vyčleněním z diecéze Cuzco, původně byla sufragánní vůči sevillské arcidiecézi. Již v roce 1546 byla povýšena na metropolitní arcidiecézi. Od roku 1572 nosí limský arcibiskup také titul Primas Peru. Původně byla hodně rozsáhlá, ale postupně se stále zmenšovala, až zůstala omezena na území hlavního města. V letech 1579–1606 zde působil jako arcibiskup sv. Turibius z Mongroveja.